# Броненосные крейсера типа «Пенсильвания»
Броненосные крейсера типа «Пенсильвания» — боевой корабль флота США, первые серийные броненосные крейсера США. Всего построено 6 единиц: «Пенсильвания» (англ. Pennsylvania), «Колорадо» (англ. Colorado), «Вест Вирджиния» (англ. West Virginia), «Мэриленд» (англ. Maryland), «Калифорния» (англ. California), «Саут Дакота» (англ. South Dakota). Имели слишком слабое вооружение для своего водоизмещения.
Дальнейшее развитие этого проекта — серия крейсеров типа «Теннесси».

## Проектирование
Приобретения испано-американской войны означали, что Соединенные Штаты внезапно получили территории и обязанности, простирающиеся до Карибского моря и через обширный Тихий океан. Поэтому стали необходимы корабли с большой дальностью.
Крупные броненосные крейсера, предназначавшиеся для действия в качестве быстроходного отряда в составе линейного флота (аналогично крейсерам Камимуры в русско-японскую войну). В качестве прототипа взяты броненосцы типа «Мэн».

## Конструкция

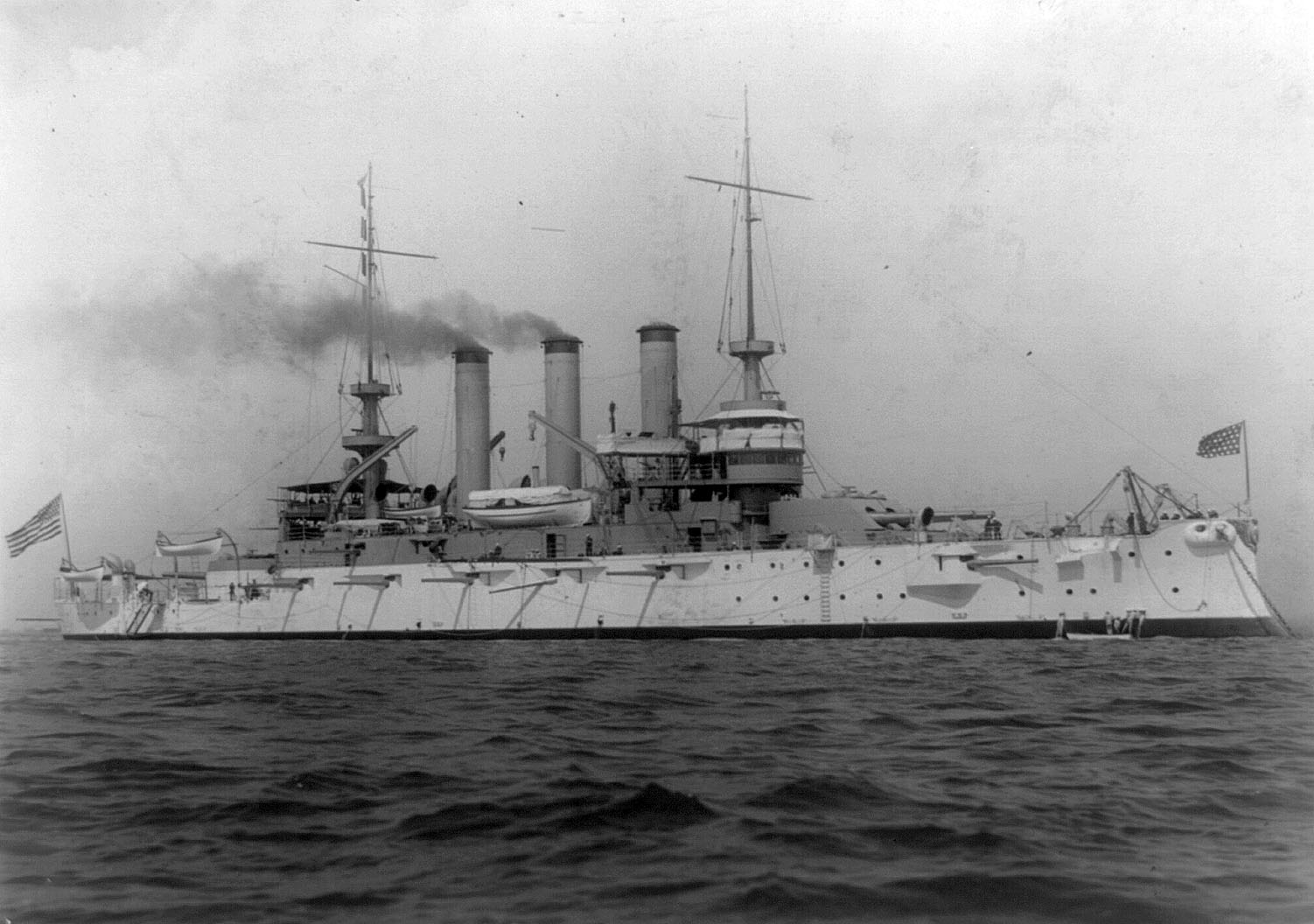
USS Missouri (BB-11), броненосец типа Мэн

Названия их соответствовали «линкорному стандарту» — именам штатов. Но вооружение крейсеров свидетельствовало об обратном: почти 14-тысячетонные монстры несли такую же артиллерию, что и японские «асамы» — четыре восьмидюймовки в башнях и четырнадцать шестидюймовок в казематах. Примерно аналогичной являлась и защита, хотя в распределении брони сказывалась национальная школа. Пояс был чуть тоньше, 152 мм вместо японских 178, скосы палубы за ним толще — 102 мм против 51 и 63 у «Асамы» и «Иватэ», зато горизонтальная палуба всего 37 против 51 и 63 у японцев, плюс часть брони Гавеевская, как на Асаме, пусть лучшего качества, но не Крупп. В итоге у «американцев» было некоторое преимущество над «асамами» в прикрытии жизненных частей на малых дистанциях, на больших лучше были защищены «Идзумо».

### Энергетическая установка
Два гребных винта приводились в действие двумя паровыми четырёхцилиндровыми машинами тройного расширения суммарной проектной мощностью 23 000 л. с. (2×11 500). Они должны были обеспечить крейсеру скорость 22 узла.
Общая площадь колосниковых решёток была 148 м², общая поверхность нагрева 6346 м². Свежий пар на выходе из котлов имел давление 18 атм и 16,6 атм на входе в паровую машину.
Каждая машина имела по четыре цилиндра (диаметром 978, 1613 и два по 1880 мм), высокого, среднего и низкого давления соответственно. Ход поршня 1219 мм. В соответствии со спецификацией, угля должно было хватать на 6000 миль плавания 10-узловым ходом.

### Бронирование
Гарвеевская, крупповская и экстрамягкая никелированная (палуба) броня.
По сравнению с предыдущими броненосными крейсерами была усилена защита: пояс по ватерлинии стал 152 мм, верхний пояс был 5" (127-мм), оконечности прикрыли 3,5" (89 мм) бронёй. Лобовая часть орудийных башен ГК была 6,5-дюймовой (165-мм). Толщина горизонтальной брони палубы 38 мм, скосы, в пределах цитадели, имели толщину 102 мм и примыкали к нижнему краю пояса, в оконечностях толщина скосов была меньше. Толщина брони боевой рубки была 229 мм.

### Вооружение
В качестве главного калибра установили по четыре 8-дюймовки длиной в 40 калибров. По вертикали станки обеспечивали орудиям предельные углы наведения от −7 до +14 °. Дальность стрельбы — 58 кбт. (10 700 м). Теоретическая скорострельность 2-2,8 выстрела/мин., практическая полтора.
Остальное вооружение состояло из скорострельных орудий: 14 152-мм орудий Мк. 6 с длиной ствола 50 калибров: все 152-мм орудия размещались в бронированных казематах — десять на батарейной палубе и четыре на верхней и восемнадцати 76-мм пушек с длиной ствола 50 калибров. 152-мм орудия имели угол склонения 7°, возвышения 15°, дальность стрельбы при угле +14,9° 15 000 ярдов (13 716 м, 74 кбт.), максимальная скорострельность составляла три выстрела в минуту. Орудия стреляли 95-105 фунтовыми снарядами (43 — 48 кг)

## Модернизация
Крейсера вошли в броненосные эскадры Атлантического флота, в качестве быстрого крыла.
Русско-японская война показала, что главный калибр крейсеров не отвечает требованиям эскадренного боя и их нельзя ставить в линию. Они могут служить с броненосцами, но никогда не могут занять их место в линии. Пришлось ГК срочно менять.
В 1909—1911 годах 8"/40 пушки кораблей были заменены четырьмя 8-дюймовыми (203 мм/ 45) Mark 6 в башнях Mark 12. На «Колорадо» поменяли в первую очередь из-за разрыва ствола в 1907 году. Орудия комплектовались снарядами массой 118 кг. Угол вертикального наведения — 7° + 20°. Орудия имели наибольшую дальность выстрела 22 000 ярдов (20 000 м, 108 кбт.). Скорострельность 1-2 выстрела в минуту.

## Служба
«Пенсильвания» — заложен 7 августа 1901, спущен 18 апреля 1903, вступил в строй 23 февраля 1905 года. В 1912 году переименован в «Питтсбург».

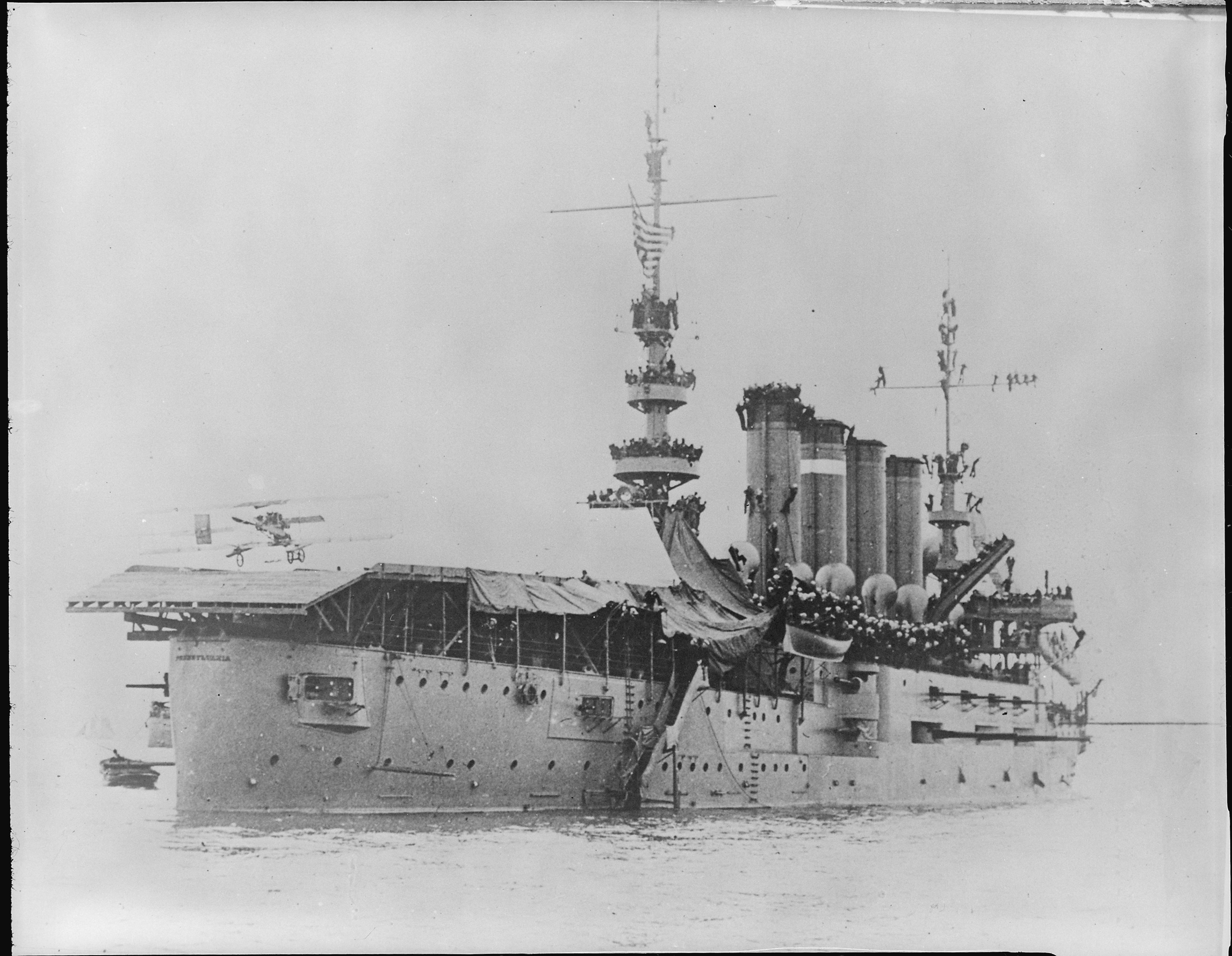
Colorado сентябрь 1907 года

«Колорадо» — заложен 25 апреля 1901, спущен 25 апреля 1903, вступил в строй 19 января 1905 года. В 1916 году переименован в «Пуэбло».
«Вест Вирджиния» — заложен 16 августа 1901, спущен 18 апреля 1903, вступил в строй 23 февраля 1905 года. В 1916 году переименован в «Хантингтон».
«Мэриленд» — заложен 29 октября 1901, спущен 12 августа 1903, вступил в строй 18 апреля 1905 года. В 1916 году переименован в «Фредерикс».
«Калифорния» — заложен 7 мая 1902, спущен 28 апреля 1904, вступил в строй 1 августа 1907 года. В 1914 году переименован в «Сан-Диего».
«Саут Дакота» — заложен 30 августа 1902, спущен 21 июля 1904, вступил в строй 21 января 1908 года. В 1920 году переименован в «Гурон».
Единственным крупным военным кораблём США погибшем в первой мировой войне стал «Сан-Диего» бывшая «Калифорния».

## Оценка проекта
Оказалось, что будучи на 4000 тонн крупнее японских броненосных крейсеров типа «Идзумо» американские корабли не имели преимущества ни в вооружении, ни в мореходности, ни в защите. Преимущество это большая на 1¼ узла скорость, а недостаток, то, что главный калибр американских крейсеров имел меньшую дальность. Американские крейсера правда превосходили, так же входившие в отряд Камимуры «Асамы», и по защите, мореходности и дальности плавания, но «Асамы» к этому времени были довольно старые крейсера.
Зато с ними американцы имели примерно равную максимальную скорость, и тем, и другим пришлось испытать замену котлов, но если у причиной «Асам» стала архаичность и изношенность «огнетрубов», то у «Пенсильвании» и «Колорадо» — ненадежность котлов системы Никлосса, усиленно продвигавшихся Крампом. С ними мучились во всех флотах. Пришлось помучиться и самим хозяевам. Только на пороге Первой мировой войны их заменили на более неприхотливые и мощные котлы Бэбкока-Уилкокса, ставшие стандартными для ВМС Соединенных Штатов.
Корабли быстро морально устарели («Саут Дакота» ещё до ввода в строй). К началу Первой мировой войны значительного боевого значения не имели.
|                                 | Девоншир                                                      | «Колорадо»                                        | «Сент-Луис»                    | «Йорк»                                          | «Идзумо»                                          | «Баян»                                       | «Леон Гамбетта»                                 |
| ------------------------------- | ------------------------------------------------------------- | ------------------------------------------------- | ------------------------------ | ----------------------------------------------- | ------------------------------------------------- | -------------------------------------------- | ----------------------------------------------- |
| Год закладки                    | 1903                                                          | 1901                                              | 1902                           | 1903                                            | 1898                                              | 1900                                         | 1901                                            |
| Год ввода в строй               | 1905                                                          | 1905                                              | 1905                           | 1905                                            | 1900                                              | 1903                                         | 1905                                            |
| Водоизмещение нормальное, т     | 11 024                                                        | 13 899                                            | 9855                           | 9533                                            | 9655                                              | 7326                                         | 11 959                                          |
| Полное, т                       | 12 700                                                        | 15 380                                            | 11 024                         | 10 266                                          | 10 470                                            | 8238                                         | 13 108                                          |
| Мощность ПМ, л. с.              | 21 000                                                        | 23 000                                            | 21 000                         | 19 000                                          | 14 500                                            | 16 500                                       | 27 500                                          |
| Максимальная скорость, узл      | 22                                                            | 22                                                | 22                             | 21                                              | 20,75                                             | 20,9                                         | 22,5                                            |
| Дальность, миль (на ходу, узл.) | 8500 (10)                                                     | 6000 (10)                                         | 6000 (10)                      | 4200 (12)                                       | 4900 (10)                                         | 3900 (10)                                    | 6500(10)                                        |
| Бронирование, мм                |                                                               |                                                   |                                |                                                 |                                                   |                                              |                                                 |
| Тип                             | КС                                                            | КС, ГС                                            | ГС                             | КС                                              | КС                                                | ГС                                           | КС                                              |
| Пояс                            | 152                                                           | 152                                               | 102                            | 100                                             | 178                                               | 200                                          | 150                                             |
| Палуба(скосы)                   | 25(32)                                                        | 37(102)                                           | 25(76)                         | 40(60)                                          | 63(63)                                            | 60                                           | 55-60(65)                                       |
| Башни                           | 127                                                           | 165                                               | -                              | 150                                             | 152                                               | 150                                          | 170                                             |
| Барбеты                         | 152                                                           | 152…76                                            | -                              | 150                                             | 152                                               | 150                                          | 140                                             |
| Рубка                           | 305                                                           | 229                                               | 127                            | 150                                             | 356                                               | 160                                          | 150                                             |
| Вооружение                      | 4×1×190-мм/50 6×1×152-мм/45 2×1×76,2-мм/28 18×1×47-мм/43 2 ТА | 2×2×203-мм/40 14×1×152-мм/50 18×1×76,2-мм/50 2 ТА | 14×1×152-мм/50 18×1×76,2-мм/50 | 2×2×210-мм/40 10×1×150-мм/40 14×1×88-мм/30 4 ТА | 2×2×203-мм/45 14×1×152-мм/40 12×1×76,2-мм/40 5 ТА | 2×203-мм/40 8×1×152-мм/45 20×1×75-мм/50 2 ТА | 2×2×194-мм/40 16×1×164-мм/45 22×1×47-мм/43 4 ТА |

## Комментарии
1. ↑  Для британских и американских кораблей в источниках водоизмещение даётся в длинных тоннах, поэтому оно пересчитано в метрические тонны